# Großer Dreiherrnstein
Der Große Dreiherrnstein ist ein rennsteignaher 838,2 m ü. NHN hoher Berg im Thüringer Wald. Er liegt je knapp 4 km nordöstlich von Frauenwald und nordwestlich von Neustadt am Rennsteig. Über seinen Gipfel verläuft die Grenze vom Landkreis Hildburghausen (Schleusegrund) zum Ilm-Kreis (Neustadt), wobei der höchste Punkt auf Schleusegrunder Gemarkung liegt. Die Gemarkungen von Frauenwald, Stützerbach und Langewiesen (alle Ilm-Kreis) grenzen unmittelbar an.
Namensgeber des Berges ist der historische Kreuzungspunkt Großer Dreiherrenstein, der sich 500 m nordwestlich befindet.

## Dominanz
Der Große Dreiherrnstein steht auf der Elbe-Weser-Wasserscheide und stellt die höchste Erhebung des über diese verlaufenden Hauptkammes des Thüringer Waldes zwischen Schmiedefeld am Rennsteig und Masserberg dar. Seine Dominanz beträgt gut 6 km – in dieser Entfernung liegt der nächste höhere Geländepunkt am Kickelhahn im Norden.

## Umgebung
Nordwestlich des Berges und des Grenzsteins liegt der nur wenig prominente Kleine Dreiherrnstein, der Große Hundskopf (824 m) liegt knapp 2 km westnordwestlich, der Große Burgberg (817 m) liegt gut 1,5 km südsüdöstlich; beide Berge können über den Rennsteig erreicht werden, ohne nennenswerte Scharten zu durchqueren.

### Flüsse
Nordwestlich des Berges entspringt die (Böse) Schleuse und südlich des Bergs in zwei Quellbächen deren Nebenfluss Gabel, beide der Werra tributär. An der Nordflanke wiederum entspringen die Schorte und, minimal östlich davon, die Schobse; südöstlich des Bergs entspringt am Großen Burgberg der Ochsenbach, ein Quellbach des Schobse-Vorfluters Wohlrose, die, wie auch die Schorte, zur Ilm und damit zur Saale fließt.
Die Täler der fünf Flüsse separieren die abzweigenden Rücken:

### Abzweigende Rücken
- Großer Dreiherrnstein (838 m)
  - Rücken zwischen Schobse und Wohlrose (bis 818 m, nordöstlich abzweigend)
    - Fürstenberg (818 m, nordöstlich des Dreiherrnstein)
    - Hinterer Brandkopf (721 m, Nordostgipfel südwestlich Gehrens)

  - Rücken zwischen Schorte und Schobse (bis 805 m, nördlich abzweigend, später Richtung Nordosten)
    - Pferdeberg (805 m, Norden östlich Stützerbachs)
    - Kienberg (774 m, Nordosten südwestlich Oehrenstocks)
      - Großer Tragberg (588 m, Nordostausläufer)
      - Tragberg (534 m, Nordausläufer in Ilmenau)

  - Arolsberg-Rücken (779 m, zwischen Schleuse und Gabel, südwestlich abzweigend, später nach Süden gerichtet)
    - Hinterer Arolsberg (779 m, nordwestlich Frauenwalds im Norden des Rückens)
    - Vorderer Arolsberg (718 m, Talsperre Schönbrunn (Vorsperre Schleusegrund) im äußersten Süden des Rückens)